# 風箏衝浪

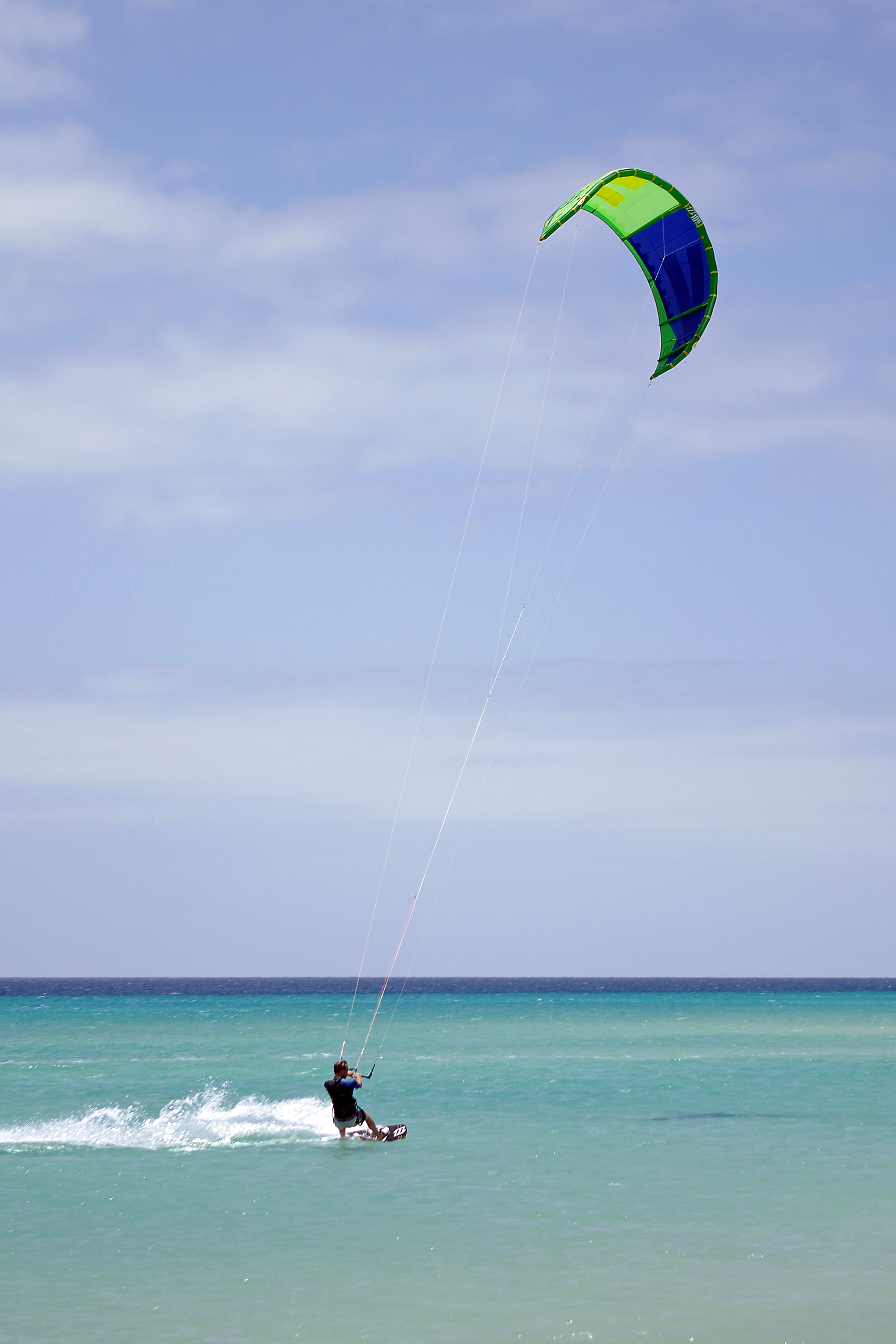

風箏衝浪（英語：Kiteboarding）是透過大型充氣支架風箏連結到人體上，並腳踏風箏浪板或衝浪板在水面航行的運動。

## 簡要
透過大型風箏的力量可以有效的帶動人體在水面滑行或者飛躍高空。本運動需要充足的風況來進行操作。隨著風箏技術的進步，目前已經可從8 節（knots)的風況玩到40節（knots）。
風箏尺寸從5平方米到16平方米唯一般最常使用的尺寸。風力越大使用越小尺寸的風箏，反之亦然。板子則分為雙向板（TwinTip）及單向板（Directional）。雙向板類似滑水板，由板子，腳套，尾舵所組成。適合新手練習及花式動作（FreeStyle）。
單向板則類似衝浪板外加腳套。適合競速，浪區動作。風箏衝浪玩家身上還需要穿著一件掛鉤衣（Harness），藉此連結風箏。
风筝冲浪是起源于夏威夷的一项运动，最初由一个热衷快艇滑水的美国人从滑翔伞中得到灵感，后来改造滑翔伞和冲浪板结合起来，由此发明了这项短时间风靡所有热带海岸地区的运动。